# Jacoba van Heemskerck
Jacoba Beredina van Heemskerck van Beest, född 1 april 1876 i Haag, död 3 augusti 1923 i Domburg, var en nederländsk konstnär. Hon var dotter till konstnären J. E. van Heemskerck van Beest (1828–1894). Hennes konstverk, ofta landskap eller stilleben, har ett formspråk präglat av kubism, expressionism och futurism.

## Biografi och konstnärskap
Jacoba van Heemskerck utbildade sig vid Kungliga Konsthögskolan i Haag. Hon studerade även grafik för Ferdinand Hart Nibbrig. Åren 1904–1905 bodde hon i Paris och arbetade i Eugène Carrières ateljé. Från 1906 tillbringade hon somrarna på konstsamlaren och mecenaten Marie Tak van Poortvliets (1871–1936) lantställe i närheten av Domburg, där van Heemskerck hade en egen ateljé i trädgården. Åren 1910 och 1911 deltog hon i flera utställningar i Domburg, Amsterdam och Paris.
Van Heemskerck ställde ut på Erster Deutscher Herbstsalon i Berlin 1913 och lärde samma år känna Herwarth och Nell Walden, som tillsammans drev den expressionistiska tidskriften Der Sturms galleri med samma namn. De följande åren korresponderade van Heemskerck och paret Walden intensivt. Via Der Sturms galleri introducerades van Heemskerck för den tyska och europeiska konstpubliken som en av de främsta moderna konstnärerna jämte namn som Vasilij Kandinskij, Gabriele Münter, Franz Marc och Paul Klee. Van Heemskerck var den konstnär som visades flitigast på galleri Der Sturm under 1910- och 1920-talen.
I början av 1920-talet erhöll hon ett antal uppdrag att utföra glasmålningar för offentliga miljöer i Wassenaar och Amsterdam. Gemeentemuseum i Haag har en stor samling av van Heemskercks verk.
Några av hennes grafiska blad beslagtogs av de nationalsocialistiska myndigheterna 1937, bland annat två träsnitt, Segelboote (1914) och Dorf (1915), från Museum Folkwang i Essen, där SS-Obersturmführer Klaus Graf von Baudissin var museichef. Även blad 6 i grafikmappen Neue europäische Graphik. Deutsche Künstler, utgiven av Bauhaus Drucke i Weimar 1921, Komposition, avlägsnades från flera tyska samlingar. De visades därefter på vandringsutställningen "Entartete Kunst" (1937–1941), med början i Münchens Hofgarten.

## Verk i urval

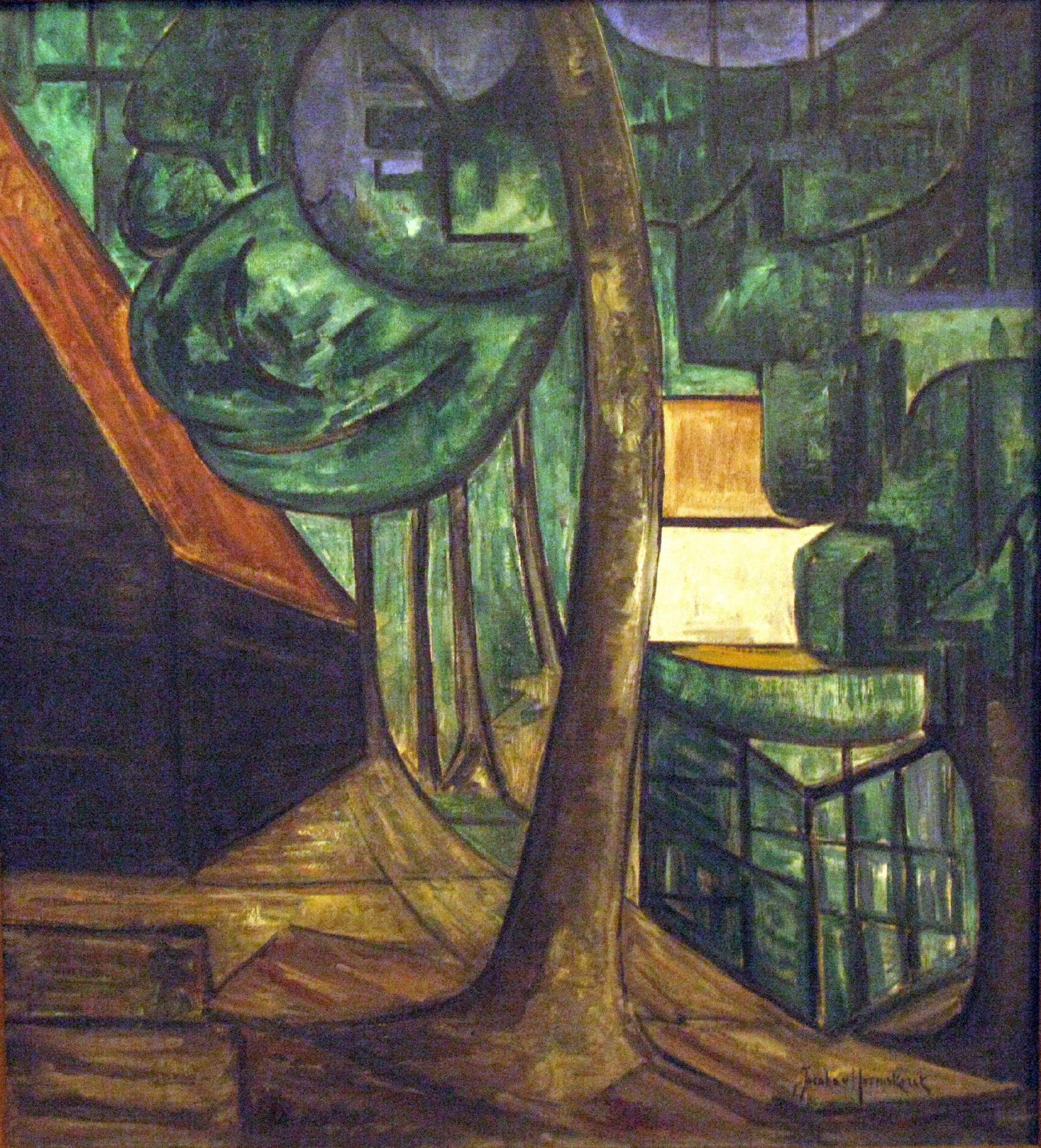
Landskap, ca 1913
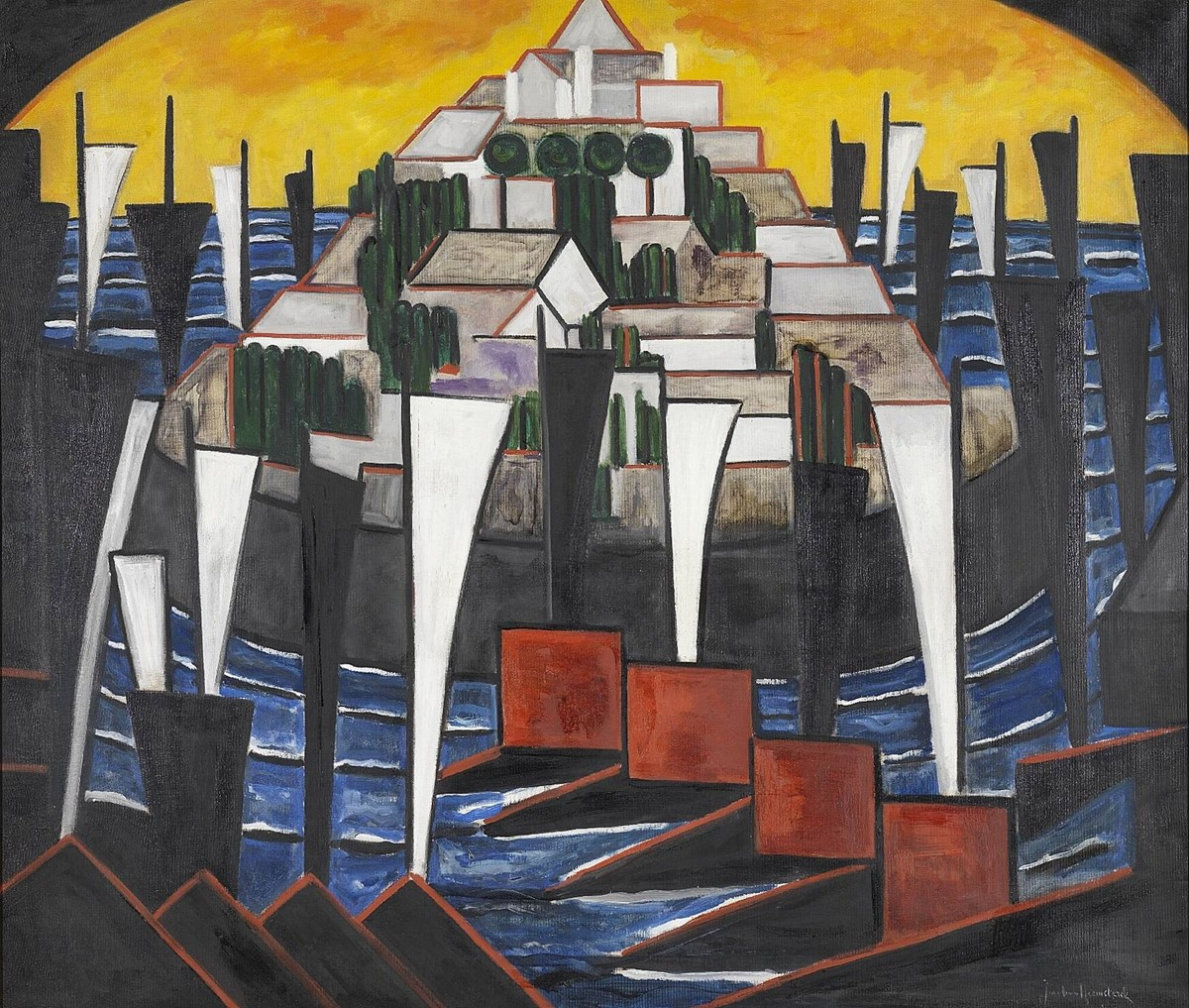
Bild no. 15 (Segelbåtar), ca 1914
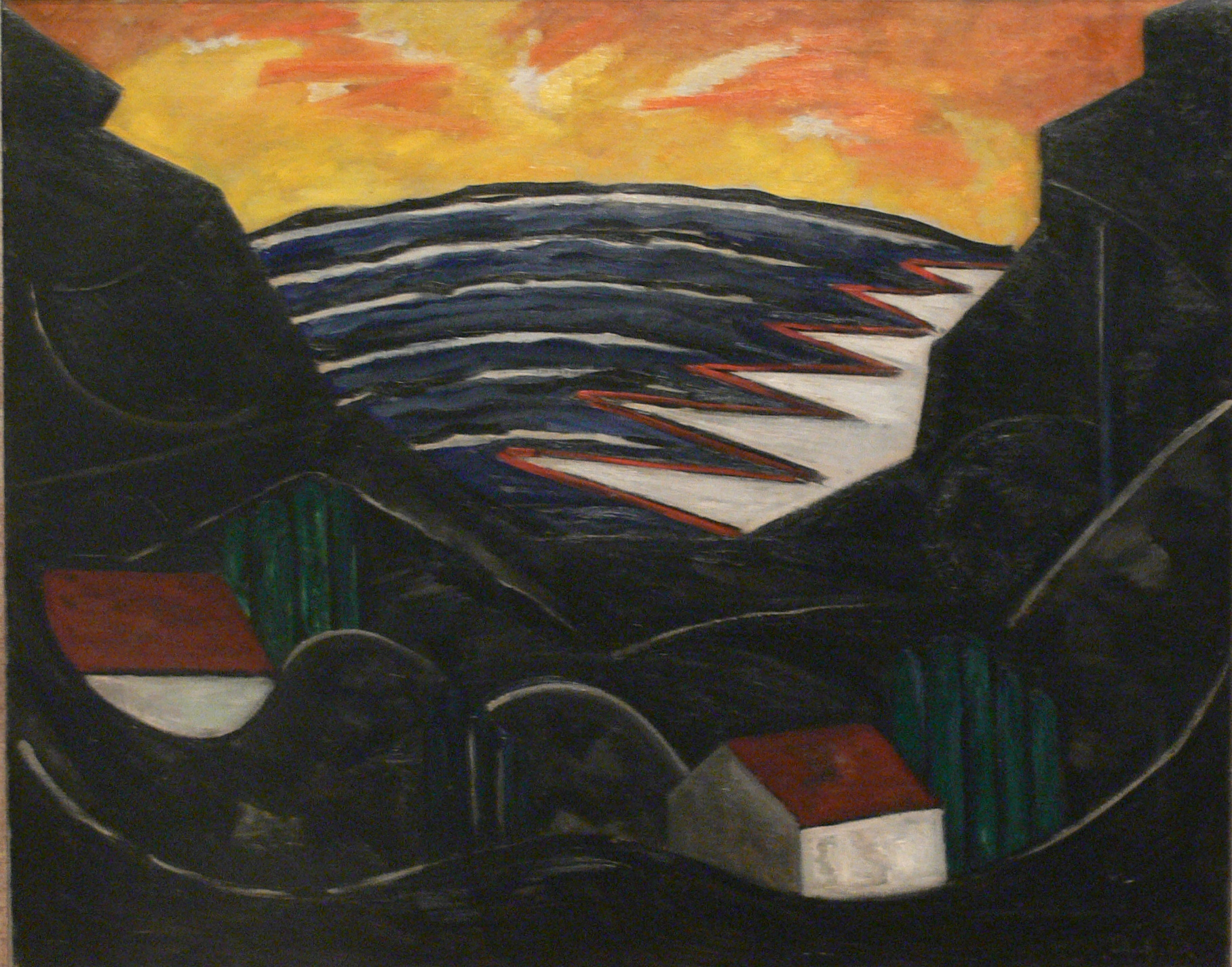
Landskap, Bild I, ca 1914